# Zwei Männer und drei Babies
Zwei Männer und drei Babies ist eine US-amerikanische Screwball-Komödie aus dem Jahr 1949 von Henry Levin mit Robert Young und Barbara Hale in den Hauptrollen. Der Film wurde von Santana Pictures Corporation produziert.

## Handlung
Jacqueline Walsh, genannt Jackie, plant, den wohlhabenden Herbert Fletcher zu heiraten. Sie fühlt sich unwohl, woraufhin Dr. Bill Parnell, ihr Onkel, ihr erklärt, dass sie schwanger sei. Der Vater ist ihr Ex-Mann Vernon Walsh, von dem sie sich vor drei Tagen in Reno scheiden ließ. Herbert sagt die Hochzeit ab, bis Jackie das Kind zur Welt gebracht hat, das er anschließend adoptieren will.
Bill informiert Vernon, dass er Vater werden wird. Vernon liebt Jackie noch immer, darum will er ihr nicht das alleinige Sorgerecht übertragen. Jackie erinnert ihn, dass sie sich wegen seiner Affäre mit der Autorin Wanda York von ihm scheiden ließ. Daher wird er niemals das Sorgerecht bekommen, auch wenn er die Affäre immer noch bestreitet. Vernon sucht Rat bei dem Anwalt Otto Stacy.
Herberts Vater Marvin Fletcher erkennt, dass Vernon den Fall bis vor das Gericht bringen wird. Er fürchtet um den Ruf der Familie, deshalb will er, dass Herbert Jackie dazu bringt, das Sorgerecht zu teilen. Stacy schlägt vor, dass Vernon heiraten soll, um seine Tauglichkeit als Familienvater unter Beweis zu stellen. Vernon macht Wanda einen Antrag.
Kurz nach Vernons Verlobung begegnet Jackie Wandas Ex-Mann Harold. Auch er ließ sich wegen der Affäre scheiden, doch hat er inzwischen erfahren, dass es gar keine Affäre gab. Jackie geht zu einer Untersuchung zu Bill, der ihr erklärt, dass die Schwangerschaftsdiagnose falsch sei und sie jederzeit heiraten könne. Auch wenn es Jackie leid tut, dass sie Vernon damals unschuldig verdächtigt hatte, will sie weiterhin Herbert heiraten und hält es geheim, dass sie nicht schwanger ist. Erst als ihr klar wird, dass Herbert darauf besteht, dass sie das Sorgerecht teilt, will sie wieder zu Vernon zurück. Wanda, die Kinder nicht leiden kann, bekräftigt Jackie, für das alleinige Sorgerecht zu kämpfen. Jackie teilt ihr jedoch mit, dass sie das Sorgerecht teilen werde.
Bei der Verlobungsfeier erhält Vernon einen Anruf von Jackie, die ein Verlangen nach Litschis äußert. Vernon verlässt die Feier, um ihr die Litschis zu bringen. Mit List schafft sie es, dass Vernon erst nach Ende der Feier zurückkehrt. Stacy ruft Jackie am nächsten Morgen an und teilt ihr mit, dass Vernon und Wanda heiraten werden. Jackie erzählt daraufhin Wanda, dass sie Drillinge erwarte. Jackie bittet, davon nichts weiterzuerzählen, was Wandas Verdacht erregt. Sie sucht Bill auf und erfährt so die Wahrheit.
Wanda erzählt Vernon von den Drillingen. Beide besuchen die Fletchers und beglückwünschen sie zum erwarteten Nachwuchs. Die Neuigkeit über Drillinge macht Herbert zornig. Er löst die Verlobung auf. Als Jackie das Haus verlässt, schickt Bill Vernon hinterher. Während sich gleichzeitig zwischen Herbert und Wanda eine Beziehung anbahnt, holt Vernon Jackie ein, die ihm nach der Hochzeit die Wahrheit sagen will.

## Produktion

### Hintergrund
Gedreht wurde der Film vom 12. Mai bis zum 11. Juni 1949.
Laut einer Meldung der Los Angeles Daily News vom 2. Juni 1949 war Whit Bissell für die Rolle des Otto Stacy vorgesehen. Bissell erkrankte an einer Lungenentzündung und wurde durch Howard Chamberlain ersetzt.
Für die Produktionsgesellschaft Santana Pictures, die Humphrey Bogart 1949 gegründet hatte, war es der dritte Kinofilm.

### Stab
Robert Peterson oblag die künstlerische Leitung. Louis Diage war für das Szenenbild zuständig, Jean Louis für die Kostüme. Verantwortlicher Toningenieur war Russell Malmgren. Earl Bellamy arbeitete als Regieassistent. Morris Stoloff war der musikalische Direktor.

### Besetzung
In kleinen nicht im Abspann erwähnten Nebenrollen traten Louise Currie, John Doucette, Theresa Harris, Teddy Infuhr, Joe Mantell, Torben Meyer, Joe Sawyer, Mary Treen und Victor Sen Yung auf. Ebenfalls unerwähnt blieb John Hubbard als Harold York.
Nach seiner Genesung bekam Whit Bissell eine kleine Nebenrolle als Partygast, ebenfalls ohne Credit.

## Veröffentlichung
Die Premiere des Films fand am 22. Dezember 1949 in New York statt. In der Bundesrepublik Deutschland wurde er am 19. November 1995 im deutschen Fernsehen ausgestrahlt.

## Kritiken
Das Lexikon des internationalen Films schrieb: „Ihrer Entstehungszeit verhaftete "Screwball"-Komödie.“
Der Kritiker der The New York Times bemängelte, dass ein dünner Witz so ausgewalzt werde, dass er keinen Spaß mehr mache. Die Hauptdarsteller strengen sich tapfer an, diese schwache Komödie gesund und munter erscheinen zu lassen, doch den Drehbuchautoren falle ab der zweiten Filmrolle nichts mehr ein.
Der Kritiker der Variety notierte, der Spaß beginne konfus, doch die Stimmung wärme auf, sobald die Aufnahmen sich entfalten und die Geschichte klar werde.
Der Kritiker des TV Guide sah ein amüsantes, leichtgewichtiges Tollen, eine typische Komödie ihrer Zeit.